# Parafia Podwyższenia Krzyża Świętego w Bytomiu
Parafia Podwyższenia Krzyża Świętego w Bytomiu – parafia metropolii katowickiej, diecezji gliwickiej, dekanatu bytomskiego Kościoła katolickiego obrządku łacińskiego. Parafia powstała w 1940.